# ژیوکو زالار
ژیوکو زالار (کرواتی: Živko Zalar؛ زادهٔ ۲۴ آوریل ۱۹۴۸) فیلم‌بردار و فیلم‌نامه‌نویس اهل کرواسی است. از جمله آثار او می‌توان به چگونه جنگ در جزیره من آغاز شد و نامزد اشاره کرد.